# ألفارو (لاعب كرة قدم)
ألفارو (بالبرتغالية: Álvaro Luiz Maior de Aquino‏) هو لاعب كرة قدم برازيلي في مركز الدفاع، ولد في 1 نوفمبر 1977 في نيلوبوليس في البرازيل. شارك مع منتخب البرازيل تحت 20 سنة لكرة القدم ومنتخب البرازيل تحت 23 سنة لكرة القدم. أما مع النوادي، فقد لعب مع أتلتيكو مينيرو وريال سرقسطة وريد بل براغانتينو ونادي أمريكا ونادي إنترناسيونال ونادي ساو باولو ونادي غوياس ونادي فلامنغو ونادي فيلا نوفا ونادي لاس بالماس ونادي ليفانتي ونادي موجي ميريم.

## وصلات خارجية
- ألفارو (لاعب كرة قدم) على موقع قاعدة بيانات كرة القدم.إي يو (الإنجليزية)
- ألفارو (لاعب كرة قدم) على موقع ليكيب (الفرنسية)
- ألفارو (لاعب كرة قدم) على موقع Soccerway.com (الإنجليزية)